# Donleva sialos
Donleva sialos är en insektsart som beskrevs av Kramer 1963. Donleva sialos ingår i släktet Donleva och familjen dvärgstritar. Inga underarter finns listade i Catalogue of Life.